# Poșta Câlnău
Poșta Câlnău je rumunská obec v župě Buzău. Žije zde přibližně 5 500 obyvatel. Obec se skládá ze šesti částí.

## Části obce
- Poșta Câlnău – 2 177 obyvatel
- Aliceni – 395 obyvatel
- Coconari – 526 obyvatel
- Potârnichești – 478 obyvatel
- Sudiți – 1 230 obyvatel
- Zilișteanca – 736 obyvatel